# 昭和建設
昭和建設株式会社（しょうわけんせつ）は、 福岡県久留米市に本社を置く、注文住宅販売会社である。主に九州を中心に「家族だんらんの家」というブランド名で住宅販売を行なっている。

## 沿革
- 1980年（昭和55年）10月 - 会社設立

## 主な展示場

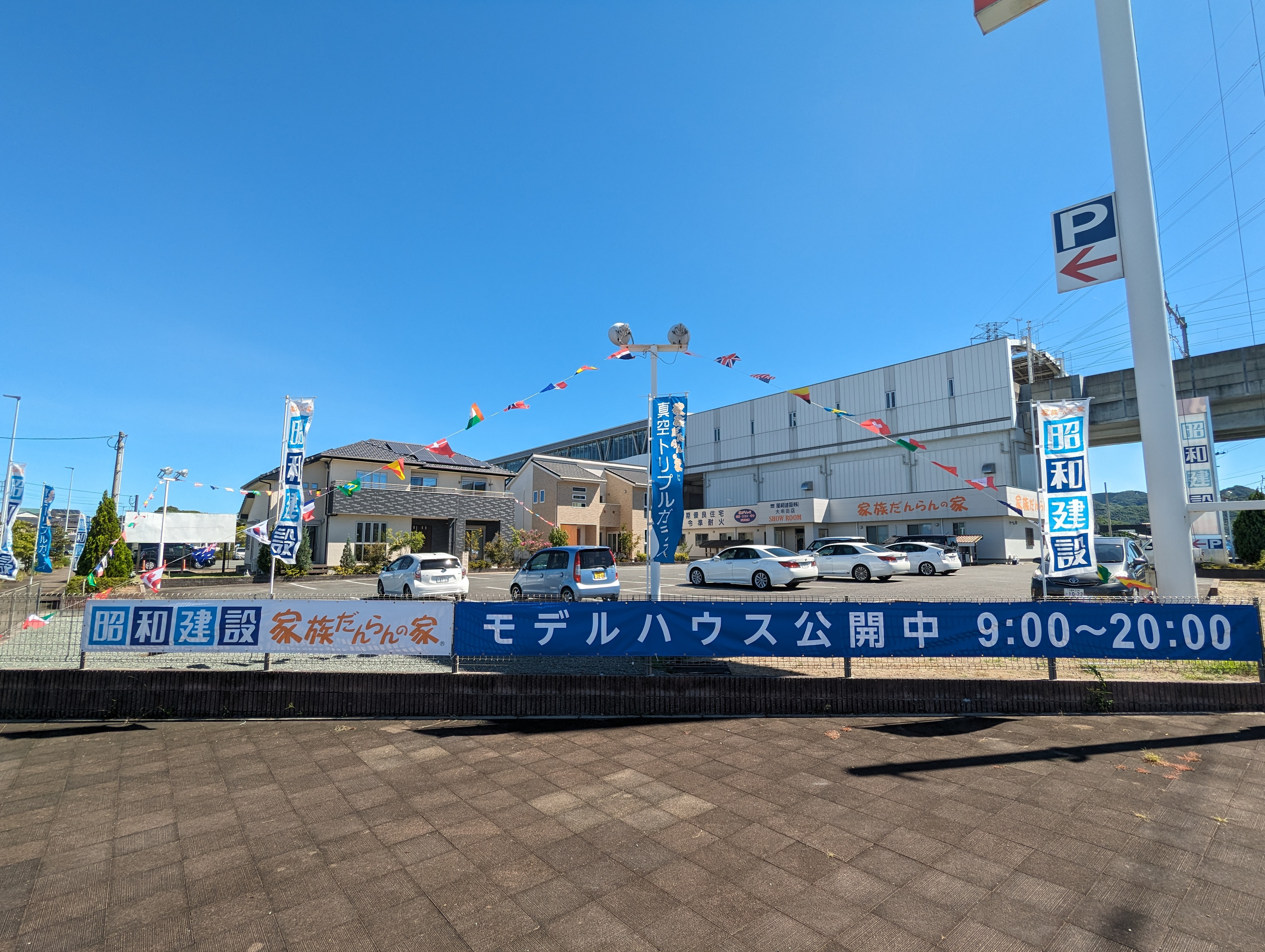
大牟田展示場

- 上津バイパス展示場（久留米市）
- 久留米インター展示場（久留米市）
- 福岡南展示場（大野城市）
- 福岡西展示場（福岡市西区）
- 福岡東展示場（古賀市）
- 佐賀展示場（佐賀市）
- 武雄展示場（武雄市）
- 日田展示場（日田市）
- 中津展示場（中津市）
- 小倉南展示場（北九州市小倉南区）
- 八幡西展示場（北九州市八幡西区）
- 大牟田展示場（大牟田市）
- 福岡伊都展示場（糸島市）
- 八代展示場（八代市）
- 飯塚展示場（飯塚市）

## CM出演者

### 現在の出演者
- 近藤健介- 昭和建設株式会社のイメージキャラクター。2025年から出演。[1]
- 栗原陵矢- 昭和建設株式会社のイメージキャラクター。2025年から出演。[1]

### 過去の出演者
- 和田毅 - 昭和建設株式会社のイメージキャラクターであり、ホークス退団まで当社のCMにも出演している。
- 内川聖一 - 昭和建設株式会社のイメージキャラクター。2013年から内川をモチーフにしたドームでのキャラクター、「うっちーくん」が同時に出演していた。
- 甲斐拓也 - 昭和建設株式会社のイメージキャラクター。2019年より内川と共演し、後に単独出演になる。